# Els Catarres
 (novembre 2023).
La mise en forme du texte ne suit pas les recommandations de Wikipédia : il faut le « wikifier ».
Les points d'amélioration suivants sont les cas les plus fréquents :
- Les titres sont pré-formatés par le logiciel. Ils ne sont ni en capitales, ni en gras.
- Le texte ne doit pas être écrit en capitales (les noms de famille non plus), ni en gras, ni en italique, ni en « petit »…
- Le gras n'est utilisé que pour surligner le titre de l'article dans l'introduction, une seule fois.
- L'italique est rarement utilisé : mots en langue étrangère, titres d'œuvres, noms de bateaux, etc.
- Les citations ne sont pas en italique mais en corps de texte normal. Elles sont entourées par des guillemets français : « et ».
- Les listes à puces sont à éviter, des paragraphes rédigés étant largement préférés. Les tableaux sont à réserver à la présentation de données structurées (résultats, etc.).
- Les appels de note de bas de page (petits chiffres en exposant, introduits par l'outil «  Source ») sont à placer entre la fin de phrase et le point final[comme ça].
- Les liens internes (vers d'autres articles de Wikipédia) sont à choisir avec parcimonie. Créez des liens vers des articles approfondissant le sujet. Les termes génériques sans rapport avec le sujet sont à éviter, ainsi que les répétitions de liens vers un même terme.
- Les liens externes sont à placer uniquement dans une section « Liens externes », à la fin de l'article. Ces liens sont à choisir avec parcimonie suivant les règles définies. Si un lien sert de source à l'article, son insertion dans le texte est à faire par les notes de bas de page.
- La présentation des références doit suivre les conventions bibliographiques. Il est recommandé d'utiliser les modèles {{Ouvrage}}, {{Chapitre}}, {{Article}}, {{Lien web}} et/ou {{Bibliographie}}. Le mode d'édition visuel peut mettre en forme automatiquement les références.
- Insérer une infobox (cadre d'informations à droite) n'est pas obligatoire pour parachever la mise en page.

Pour une aide détaillée, merci de consulter Aide:Wikification.
Si vous pensez que ces points ont été résolus, vous pouvez retirer ce bandeau et améliorer la mise en forme d'un autre article.
Els Catarres est un groupe de musique pop-folk catalan. Il est composé d'Èric Vergés et Jan Riera Prats, originaires d'Ayguafreda (Barcelone) et Roser Cruells, de Centellas (Barcelone). Le groupe est devenu célèbre avec la chanson Jenifer à l'été 2011.

## Histoire
Le groupe s'est formé fin 2011. Au début, ils chantaient dans les bars de la région du Vallés Oriental, plus précisément au bar Miguel (Barcelone-Aiguafreda). Mais après avoir reçu plus d'un million de visites sur YouTube pour la chanson Jenifer, pendant l'été 2011, ils sont passés de l'amateurisme à donner plus de 999 concerts dans toute la Catalogne. Après le succès, ils ont déclaré qu'ils ne signeraient que pour une maison de disques qui leur permettrait de diffuser leur musique gratuitement depuis leur propre site Web.

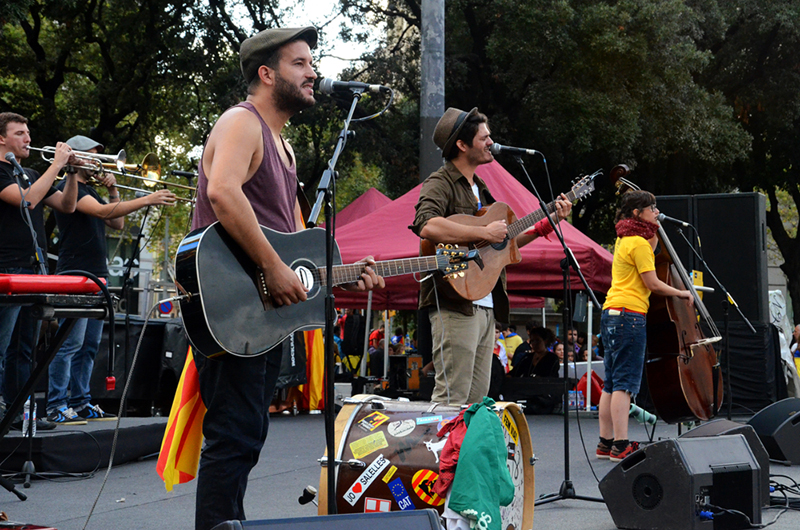
Els Catarres lors d'un concert.

Avec l'album Postals et leur tournée de plus de 1 166 concerts à travers la Catalogne, la Communauté Valencienne, les Îles Baléares, le Pays Basque, la Galice et la France, ils ont reçu le prix Arc 2013 de la meilleure tournée, décerné par l'industrie musicale catalane. , ainsi que le prix Enderrock pour le meilleur artiste pop-rock, le meilleur album pour Postals, la meilleure chanson pour Vull Estar amb Tu, les meilleures paroles de chanson pour Vull Estar amb Tu et la meilleure pochette de CD pour le film personnalisé et fait main. conception terminée de son album Cartes postales. Radio 4 leur a également décerné le prix du Disc català de l'any 2013 pour la Poste.

## Discographie
Els Catarres ont sorti un total de 5 disques.

### Cançons (2011)
1. Potser vindré.
2. Caramelles.
3. Jenifer.
4. Nou barris.
5. La noia de la plaça.
6. Instants de complaença.
7. Me'n vaig al camp.
8. Els amants de Sant Joan.
9. Vell llop de mar.
10. Tots menys tu.
11. La festa major d'Aiguafreda.
12. La barba.
13. Vola amb mi.

### Tintin i la Contorsionista (2012)
1. Tintin
2. La Contorsionista (con Adrià Salas)

### Postals(2013)[3]
1. Tokyo
2. Camp d'oliveres (con Tomeu Penya)
3. Vull estar amb tu
4. Rock'n'roll
5. A tot color
6. De pares a fills
7. Invencibles
8. Utopía
9. Seguirem lluitant
10. Souvenirs (con Núria Feliu)
11. T'hi va la vida
12. La porta del cel

### Big Bang(2015)
1. En peu de guerra
2. Estels al vent
3. Sota la llum del Sol
4. El món és teu
5. El teu cor és un tambor
6. Nit d'agost
7. Som de fos
8. Lluna nova
9. Cor Caníbal
10. El Setge
11. L'odissea
12. Gandia 1924

### Tots els meus principis(2018)
1. Perfectes
2. Una cançó que em parla de tu
3. Fins que arribi l'alba
4. T'estava esperant
5. Avui
6. Martina
7. Humans
8. Pren el moment
9. I de sobte la llum
10. L'art de viure
11. Casablanca
12. 1983

### Diamants(2022)
1. Honestament
2. Avui t'he vist
3. Diamants
4. Un sostre fet d'estrelles
5. Haurà valgut la pena viure
6. T'odio
7. Atlàntides
8. Animals
9. Diana
10. La solució
11. La ferida

### Cançons d'amor(2023)
1. Cançons d'amor (avec La Fúmiga)